# Isodapane
Isodapane è un termine impiegato nella geografia industriale ed economica, che identifica i luoghi di punti di una mappa che presentano uno stesso costo di trasporto.
Il termine venne coniato da Alfred Weber.
Il termine viene utilizzato nelle procedure che vengono sviluppate per identificare la localizzazione ottimale delle industrie. 
Così come in meteorologia il termine isoterma indica una delle linee sulle carte del tempo  che uniscono i punti della terra e del mare che hanno la stessa temperatura, in geografia le isodapane sono le curve che collegano i luoghi ad uno stesso costo di trasporto. 
Le isodapane critiche sono quei punti di una mappa in cui l'aumento del costo di trasporto è compensato dal risparmio sul costo di lavoro.